# Misaki, Okayama
Misaki (japanska: 美咲町?, Misaki-chō) är en landskommun (köping) i Okayama prefektur i Japan.  
Kommunen bildades 2005 genom en sammanslagning av kommunerna Asahi, Chūō och Yanahara.